# 蛮汉镇
蛮汉镇，是中华人民共和国内蒙古自治区乌兰察布市凉城县下辖的一个乡镇级行政单位。因境内的蛮汉山得名。

## 行政区划
蛮汉镇下辖以下地区：
中沟村、太平寨村、前德胜村、崞县窑村、盂县窑村、豆腐房村、岱洲窑村、程家营村、大元山村、大兴窑村、东沟门村、兰家窑村、菜园子村、左卫窑村、小坝滩村、坝底村、东十号村和沙乎村。